# Oedothorax fuegianus
Oedothorax fuegianus är en spindelart som först beskrevs av Simon 1902.  Oedothorax fuegianus ingår i släktet Oedothorax och familjen täckvävarspindlar. Inga underarter finns listade i Catalogue of Life.